# Näcken-Klasse
Die Näcken-Klasse, auch als Typ A14 bezeichnet, war eine Klasse von diesel-elektrischen U-Booten, die bei Kockums in Malmö für die Schwedische Marine entwickelt und gebaut wurde. Die Näcken-Klasse war speziell auf die Anforderungen der schwedischen Marine im Operationsgebiet der Ostsee zugeschnitten.

## Geschichte
Die Näcken-Klasse war ein kompakter moderner U-Boot-Entwurf der Kockums-Werft in Malmö für die Schwedische Marine zur Zeit des Kalten Krieges. Die Hauptaufgabe war die Verteidigung der Schwedischen Neutralität. Insgesamt wurden drei Einheiten des Typs ab dem Ende der 1970er Jahre gebaut. Dabei erhielt die Näcken zwischen 1987 und 1988 eine Außenluftunabhängige Antriebsanlage auf Basis eines Stirlingmotors, wozu in das Boot achtern des Turms eine acht Meter lange zusätzliche Sektion eingefügt wurde.

## Einheiten und Verbleib

### Schwedische Marine
Der ursprüngliche Auftraggeber für die drei U-Boote der Näcken-Klasse war die Svenska marinen, die mit den kleinen modernen Booten dieser Klasse einen auf ihre Bedürfnisse zugeschnittenen Typ entwickelte. In Schweden ist mit Neptun ein Boot der Klasse als Museum erhalten.
| Kennung | Name          | Kiellegung | Stapellauf       | Indienststellung | Einheit                           | Außerdienststellung | Verbleib                                  |
| ------- | ------------- | ---------- | ---------------- | ---------------- | --------------------------------- | ------------------- | ----------------------------------------- |
| Näk     | HMS Näcken II | 1976       | 17. April 1978   | 25. April 1980   | 1. U-Boot-Flottille in Karlskrona | Februar 2001        | an Dänemark geleast ( KDM Kronborg S 325) |
| Nep     | HMS Neptun II | 1976       | 6. Dezember 1978 | 6. Dezember 1980 | 1. U-Boot-Flottille in Karlskrona | 1998                | Museumsschiff in Karlskrona               |
| Nad     | HMS Najad II  | 1976       | 13. August 1979  | 26. Juni 1981    | 1. U-Boot-Flottille in Karlskrona | 1998                | 2015 in Dock 1 in Karlskrona verschrottet |

### Königlich Dänische Marine
Einziger weiterer Nutzer der Näcken-Klasse war die Kongelige Danske Marine (Søværnet), die damit ihre U-Boote der Klasse 205 und Klasse 207 ergänzte. Dänemark leaste ab 2001 die ehemalige Näcken von Schweden, die bereits Ende der 1980er Jahre um acht Meter verlängert worden war, um eine außenluftunabhängige Antriebsanlage in Form einer Stirlingmaschine aufzunehmen. Das Boot wurde dazu in Kronborg umbenannt und bildete die einzige Einheit der Kronborg-Klasse. Das Boot hatte mit Kaptajnløjtnant Per Ring Henriksen nur einen einzigen Kommandanten während seiner gesamten Dienstzeit in der dänischen Marine. Die Kronborg wurde im Zuge der Abschaffung der dänischen Ubootwaffe zusammen mit den U-Booten aller anderen vorhandenen Klassen bis Ende 2004 außer Dienst gestellt und an Schweden zurückgegeben.
| Kennung | Name         | Vormals         | Indienststellung | Einheit                        | Außerdienststellung                               | Verbleib                              |
| ------- | ------------ | --------------- | ---------------- | ------------------------------ | ------------------------------------------------- | ------------------------------------- |
| S 325   | KDM Kronborg | HMS Näcken (II) | 17. August 2001  | 5. Geschwader in Frederikshavn | 1. August 2004 (Reserve) 27. Oktober 2004 (a. D.) | zurück an Schweden, 2016 verschrottet |